# Gran Premio del Bahrein 2017
Il Gran Premio del Bahrein 2017 è stata la terza prova della stagione 2017 del campionato mondiale di Formula 1. Corsa domenica 16 aprile 2017 sul circuito di Manama, è stata vinta dal tedesco Sebastian Vettel su Ferrari, al suo quarantaquattresimo successo nel mondiale. Vettel ha preceduto sul traguardo il britannico Lewis Hamilton su Mercedes e il suo compagno di squadra, il finlandese Valtteri Bottas.

## Vigilia

### Sviluppi futuri
Fernando Alonso annuncia che parteciperà alla 500 Miglia di Indianapolis, al volante di una Dallara-Honda, gestita dalla McLaren, col supporto del team di Michael Andretti. La scuderia britannica aveva partecipato, per l'ultima volta, alla gara statunitense nel 1976, vinta con Johnny Rutherford. Vista la contemporaneità col Gran Premio di Monaco, la McLaren indica come suo sostituto la terza guida Jenson Button, già pilota del team dal 2010 al 2016.
L'amministratore delegato del campionato Chase Carey incontra il presidente turco Recep Tayyip Erdoğan con l'intento di reintrodurre in calendario il Gran Premio di Turchia, presente nel campionato tra il 2005 e il 2011.
La FIA e la Pirelli scelgono le piste ove verranno sviluppati gli pneumatici, per la stagione 2018. Sono stabilite 8 piste, tra cui il Circuito Paul Ricard che, grazie al suo impianto di irrigazione, vedrà il test delle gomme da bagnato.

### Aspetti tecnici
Due sono le zone in cui i piloti possono attivare il Drag Reduction System: sul rettilineo dei box, e su quello tra le curve 10 e 11. Le due zone hanno fissati due punti diversi per la determinazione del distacco fra piloti: per la prima zona il detection point è fissato alla curva 14, mentre per la seconda è stabilito tra le curve 9 e 10.
Per questo gran premio la Pirelli offre la scelta tra gomme di mescola media, morbida e supermorbida. Per le prime gare del campionato, fino al Gran Premio di Spagna, le allocazioni delle gomme, per mescole, saranno identiche, e decise dal fornitore.

### Aspetti sportivi
A seguito del posizionamento della vettura di Sebastian Vettel, sulla griglia di partenza del Gran Premio di Cina, alcune scuderie hanno chiesto delle spiegazioni al direttore di gara; Charlie Whiting ha avvertito che, qualora qualche altro pilota dovesse decidere di schierare la vettura non all'interno della piazzola di partenza, verrà penalizzato.
Pascal Wehrlein torna al volante della Sauber, dopo aver saltato i primi due gran premi per un infortunio. Sostituisce Antonio Giovinazzi, che rimane terzo pilota della Ferrari.
In questa stagione, la gara viene inserita come terza, dopo il Gran Premio di Cina.
La FIA nomina, quale commissario aggiunto per la gara, l'ex pilota statunitense Danny Sullivan. L'ultima sua presenza, in questo ruolo, fu al Gran Premio del Messico 2016.
In corrispondenza del gran premio inizia la stagione del Campionato di Formula 2, nuova denominazione, da questa stagione, della GP2 Series. Il campionato cadetto della F1 torna alla sua denominazione classica, abbandonata dopo il 1984.

## Prove

### Resoconto
Le prime prove del venerdì sono caratterizzate da un grande caldo, con 37 °C come temperatura dell'aria. Il più veloce della sessione è Sebastian Vettel su Ferrari. Il tedesco ha preceduto il duo della Red Bull Racing Daniel Ricciardo-Max Verstappen. Lewis Hamilton ha chiuso decimo, concentrando il lavoro sulla ricerca dell'equilibrio della vettura per la gara, con l'uso di gomme morbide, che hanno evidenziato un certo degrado. Ha compiuto solo sei giri l'altro ferrarista Kimi Räikkönen, limitato dalla rottura del turbo della sua vettura. Altri problemi al propulsore, meno gravi, sono stati subiti da Jolyon Palmer.
La sessione serale si disputa con una temperatura più fresca, circa 32 °C. Vettel si conferma ancora il più veloce, ma in questa sessione precede di pochi millesimi Valtteri Bottas, e ancora Ricciardo. I tempi sono ravvicinati, tanto che i primi otto piloti sono racchiusi in meno di un secondo. La vettura di Vettel ha evidenziato però un problema all'impianto elettrico, che non ha consentito al pilota tedesco di effettuare un completo long run, al fine di testare le soluzioni tecniche per il gran premio. Sulla vettura di Bottas invece si è nuovamente staccata l'appendice denominata T Wing, mentre Hamilton, quando ha cercato il tempo con le gomme supersoft, è stato penalizzato dal traffico trovato sulla pista. Kimi Räikkönen, dopo i problemi della prima sessione, è stato capace di porsi a meno di due decimi da Vettel, mentre Stoffel Vandoorne ha potuto compiere solo 8 giri, a causa della necessità, per i tecnici della McLaren, di sostituirgli il motore della monoposto. Anche Carlos Sainz Jr. ha effettuato pochi giri, tradito da un problema tecnico della sua Toro Rosso.
Nella sessione di prove libere del sabato, ancora disputate con temperature elevate, Max Verstappen coglie il miglior tempo, davanti a Lewis Hamilton e Sebastian Vettel. Anche in questa sessione otto piloti sono racchiusi in un secondo dal primo. Il tempo di Verstappen è comunque più alto di quello fatto segnare l'anno precedente, a differenza di quanto accaduto nelle prime gare, dove i tempi dei piloti erano molto più bassi di quelli del 2016.
La sessione è stata anche interrotta, con la bandiera rossa, a causa di un'uscita di pista di Romain Grosjean alla curva 4. La vettura ha sbattuto contro le barriere, perdendo una parte del musetto; il pilota è comunque riuscito a riportare la monoposto ai box autonomamente.

### Risultati
Nella prima sessione del venerdì si è avuta questa situazione:
| Pos | Nº | Pilota           | Costruttore               | Tempo    | Gap    | Giri |
| --- | -- | ---------------- | ------------------------- | -------- | ------ | ---- |
| 1   | 5  | Sebastian Vettel | Ferrari                   | 1'32"697 |        | 21   |
| 2   | 3  | Daniel Ricciardo | Red Bull Racing-TAG Heuer | 1'33"097 | +0"400 | 22   |
| 3   | 33 | Max Verstappen   | Red Bull Racing-TAG Heuer | 1'33"566 | +0"869 | 23   |

Nella seconda sessione del venerdì si è avuta questa situazione:
| Pos | Nº | Pilota           | Costruttore               | Tempo    | Gap    | Giri |
| --- | -- | ---------------- | ------------------------- | -------- | ------ | ---- |
| 1   | 5  | Sebastian Vettel | Ferrari                   | 1'31"310 |        | 29   |
| 2   | 77 | Valtteri Bottas  | Mercedes                  | 1'31"351 | +0"041 | 35   |
| 3   | 3  | Daniel Ricciardo | Red Bull Racing-TAG Heuer | 1'31"376 | +0"066 | 28   |

Nella sessione del sabato si è avuta questa situazione:
| Pos | Nº | Pilota           | Costruttore               | Tempo    | Gap    | Giri |
| --- | -- | ---------------- | ------------------------- | -------- | ------ | ---- |
| 1   | 33 | Max Verstappen   | Red Bull Racing-TAG Heuer | 1'32"194 |        | 8    |
| 2   | 44 | Lewis Hamilton   | Mercedes                  | 1'32"304 | +0"110 | 10   |
| 3   | 5  | Sebastian Vettel | Ferrari                   | 1'32"750 | +0"556 | 10   |

## Qualifiche

### Resoconto
Il primo pilota a far segnare un tempo interessante è Valtteri Bottas, mentre sul compagno di scuderia, Lewis Hamilton è penalizzato da un errore di guida. Max Verstappen riesce a battere il tempo di Bottas, e portarsi al comando della classifica, prima di essere, a sua volta battuto, proprio da Hamilton. Le due Ferrari fanno segnare tempi interessanti, molto vicini a quelli delle Mercedes, con Vettel capace di essere più rapido di Bottas. Negli ultimi istanti della sessione i piloti più veloci decidono di non riprendere la pista, tranne Kimi Räikkönen, che sale al terzo posto della graduatoria.
Carlos Sainz Jr. è vittima di un problema tecnico, che non gli consente di lottare per l'accesso alla Q2. Sono eliminati anche Stoffel Vandoorne, Sergio Pérez, Marcus Ericsson e Kevin Magnussen.
Nella seconda fase subito le due Mercedes si portano al comando, con Bottas che viene preceduto da Hamilton per pochi millesimi. Sebastian Vettel è terzo, anche lui staccato di meno di un decimo dal britannico. Fernando Alonso non riesce, invece, a compiere un solo giro, mentre Lance Stroll concentra i suoi sforzi solo nella parte finale della sessione. Vengono eliminati Daniil Kvjat (causa anche un bloccaggio in frenata nell'ultimo giro veloce), Stroll, Pascal Wehrlein, Esteban Ocon e Alonso. Entra, nella fase decisiva, per la prima volta in carriera, Jolyon Palmer.
In Q3 Daniel Ricciardo fa segnare il miglior tempo della settimana, ma viene subito battuto da Valtteri Bottas, che scende sotto il minuto e trenta secondi. Il tempo del finlandese è, a sua volta, battuto da quello di Hamilton, mentre resta più staccato Verstappen. A mezzo secondo del tempo del vicecampione del mondo si porta Sebastian Vettel, mentre ancora più staccato finisce Kimi Räikkönen.
Nell'ultimo tentativo Bottas è capace di migliorarsi più di Hamilton, e conquistare così la prima pole position in Formula 1. Terzo sale Daniel Ricciardo, che riesce a prevalere sulle Ferrari, prima di essere nuovamente sopravanzato da Vettel. Bottas è il novantottesimo pilota diverso a cogliere questa impresa, il primo finlandese dal Gran Premio di Gran Bretagna 2008, quando toccò a Heikki Kovalainen.

### Risultati
Nella sessione di qualifica si è avuta questa situazione:
| Pos                         | Nº | Pilota            | Costruttore               | Q1       | Q2          | Q3       | Griglia |
| --------------------------- | -- | ----------------- | ------------------------- | -------- | ----------- | -------- | ------- |
| 1                           | 77 | Valtteri Bottas   | Mercedes                  | 1'31"041 | 1'29"555    | 1'28"769 | 1       |
| 2                           | 44 | Lewis Hamilton    | Mercedes                  | 1'30"814 | 1'29"535    | 1'28"792 | 2       |
| 3                           | 5  | Sebastian Vettel  | Ferrari                   | 1'31"037 | 1'29"596    | 1'29"247 | 3       |
| 4                           | 3  | Daniel Ricciardo  | Red Bull Racing-TAG Heuer | 1'31"667 | 1'30"497    | 1'29"545 | 4       |
| 5                           | 7  | Kimi Räikkönen    | Ferrari                   | 1'30"988 | 1'29"843    | 1'29"567 | 5       |
| 6                           | 33 | Max Verstappen    | Red Bull Racing-TAG Heuer | 1'30"904 | 1'30"307    | 1'29"687 | 6       |
| 7                           | 27 | Nico Hülkenberg   | Renault                   | 1'31"057 | 1'30"169    | 1'29"842 | 7       |
| 8                           | 19 | Felipe Massa      | Williams-Mercedes         | 1'31"373 | 1'30"677    | 1'30"074 | 8       |
| 9                           | 8  | Romain Grosjean   | Haas-Ferrari              | 1'31"691 | 1'30"857    | 1'30"763 | 9       |
| 10                          | 30 | Jolyon Palmer     | Renault                   | 1'31"458 | 1'30"899    | 1'31"074 | 10      |
| 11                          | 26 | Daniil Kvjat      | Toro Rosso                | 1'31"531 | 1'30"923    | N.D.     | 11      |
| 12                          | 18 | Lance Stroll      | Williams-Mercedes         | 1'31"748 | 1'31"168    | N.D.     | 12      |
| 13                          | 94 | Pascal Wehrlein   | Sauber-Ferrari            | 1'31"995 | 1'31"414    | N.D.     | 13      |
| 14                          | 31 | Esteban Ocon      | Force India-Mercedes      | 1'31"774 | 1'31"684    | N.D.     | 14      |
| 15                          | 14 | Fernando Alonso   | McLaren-Honda             | 1'32"054 | senza tempo | N.D.     | 15      |
| 16                          | 55 | Carlos Sainz Jr.  | Toro Rosso                | 1'32"118 | N.D.        | N.D.     | 16      |
| 17                          | 2  | Stoffel Vandoorne | McLaren-Honda             | 1'32"313 | N.D.        | N.D.     | 17      |
| 18                          | 11 | Sergio Pérez      | Force India-Mercedes      | 1'32"318 | N.D.        | N.D.     | 18      |
| 19                          | 9  | Marcus Ericsson   | Sauber-Ferrari            | 1'32"543 | N.D.        | N.D.     | 19      |
| 20                          | 20 | Kevin Magnussen   | Haas-Ferrari              | 1'32"900 | N.D.        | N.D.     | 20      |
| Tempo limite 107%: 1'37"170 |    |                   |                           |          |             |          |         |

In grassetto sono indicate le migliori prestazioni in Q1, Q2 e Q3.

## Gara

### Resoconto
Stoffel Vandoorne non prende parte alla gara per un problema tecnico alla sua McLaren.
Alla partenza Sebastian Vettel ha un buono scatto, tanto da superare subito Lewis Hamilton e portarsi a ridosso di Valtteri Bottas. L'altro finlandese Kimi Räikkönen scivola in settima posizione, superato da Max Verstappen e da Felipe Massa.
Bottas procede a un ritmo lento, non riuscendo a staccare i piloti dietro di lui. Al settimo giro, intanto, Räikkönen passa Massa per la sesta piazza. Al decimo giro Vettel anticipa la sosta, montando ancora gomme supersoft e rientrando in pista nelle retrovie, mentre Verstappen, che effettua la sosta al giro seguente, è costretto al ritiro poco dopo essere uscito dai box per un problema ai freni.
Il giro dopo, Carlos Sainz Jr. tampona Lance Stroll all'uscita dai box, provocando il ritiro di entrambi e l'entrata della safety car. I piloti che non hanno ancora fatto la sosta ne approfittano per entrare ai box: Hamilton rallenta nella corsia dei box, per attendere che la sua scuderia completi il cambio gomme di Bottas, ostacolando così però Daniel Ricciardo; il britannico riceve 5 secondi di penalità da scontare ai box alla seguente sosta, o che verranno aggiunti al tempo finale di gara. All'uscita dai box l'australiano è comunque davanti al pilota della Mercedes.
Quando la gara riprende nella sua valenza sportiva, Vettel comanda il plotone davanti a Valtteri Bottas, Daniel Ricciardo, Lewis Hamilton, Felipe Massa, Kimi Räikkönen e Nico Hülkenberg. Alla ripartenza Hamilton passa immediatamente Ricciardo. Il pilota della Red Bull Racing ha difficoltà a mandare in temperatura gli pneumatici, tanto da venir passato anche da Massa e Räikkönen. Al giro 23 il ferrarista conquista la quarta posizione, sorpassando Massa. Tre giri dopo Hamilton passa Bottas, per posizionarsi secondo; al giro 28 Ricciardo, dopo aver trovato nuova competitività della sua monoposto strappa la quinta piazza a Massa.
Bottas effettua al giro trenta la seconda sosta, seguito dopo tre giri da Vettel: il tedesco, che ha gomme supersoft, si ferma per montare obbligatoriamente le soft. Hamilton si trova in testa, seguito da Räikkönen, che lascia presto strada a Vettel. Al giro 37 Bottas passa Ricciardo, per il quarto posto, mentre Räikkönen va alla sua seconda sosta, rientrando in gara quinto dietro allo stesso Ricciardo. L'australiano si ferma al giro 39; dopo un giro tocca anche a Hamilton. Vettel torna in vetta, seguito da Bottas, Hamilton e Räikkönen.
Hamilton mantiene negli ultimi giri un alto ritmo, che gli consente di passare il compagno di team, Bottas, a dieci giri dal termine, e porsi all'inseguimento del battistrada, però senza successo.
Sebastian Vettel vince la gara, conquistando il suo quarantaquattresimo successo nel mondiale. Il tedesco precede le due Mercedes, e il compagno di scuderia Kimi Räikkönen.

### Risultati
I risultati del Gran Premio sono i seguenti:
| Pos | Nº | Pilota            | Costruttore               | Giri | Tempo/Ritiro               | Griglia | Punti |
| --- | -- | ----------------- | ------------------------- | ---- | -------------------------- | ------- | ----- |
| 1   | 5  | Sebastian Vettel  | Ferrari                   | 57   | 1h33'53"374                | 3       | 25    |
| 2   | 44 | Lewis Hamilton    | Mercedes                  | 57   | +6"660                     | 2       | 18    |
| 3   | 77 | Valtteri Bottas   | Mercedes                  | 57   | +20"397                    | 1       | 15    |
| 4   | 7  | Kimi Räikkönen    | Ferrari                   | 57   | +22"475                    | 5       | 12    |
| 5   | 3  | Daniel Ricciardo  | Red Bull Racing-TAG Heuer | 57   | +39"346                    | 4       | 10    |
| 6   | 19 | Felipe Massa      | Williams-Mercedes         | 57   | +54"326                    | 8       | 8     |
| 7   | 11 | Sergio Pérez      | Force India-Mercedes      | 57   | +1'02"606                  | 18      | 6     |
| 8   | 8  | Romain Grosjean   | Haas-Ferrari              | 57   | +1'14"865                  | 9       | 4     |
| 9   | 27 | Nico Hülkenberg   | Renault                   | 57   | +1'20"188                  | 7       | 2     |
| 10  | 31 | Esteban Ocon      | Force India-Mercedes      | 57   | +1'35"711                  | 14      | 1     |
| 11  | 94 | Pascal Wehrlein   | Sauber-Ferrari            | 56   | +1 giro                    | 13      |       |
| 12  | 26 | Daniil Kvjat      | Toro Rosso                | 56   | +1 giro                    | 11      |       |
| 13  | 30 | Jolyon Palmer     | Renault                   | 56   | +1 giro                    | 10      |       |
| 14  | 14 | Fernando Alonso   | McLaren-Honda             | 54   | Motore                     | 15      |       |
| Rit | 9  | Marcus Ericsson   | Sauber-Ferrari            | 50   | Cambio                     | 19      |       |
| Rit | 55 | Carlos Sainz Jr.  | Toro Rosso                | 12   | Collisione con L.Stroll    | 16      |       |
| Rit | 18 | Lance Stroll      | Williams-Mercedes         | 12   | Collisione con C.Sainz Jr. | 12      |       |
| Rit | 33 | Max Verstappen    | Red Bull Racing-TAG Heuer | 11   | Freni/Incidente            | 6       |       |
| Rit | 20 | Kevin Magnussen   | Haas-Ferrari              | 8    | Elettronica                | 20      |       |
| NP  | 2  | Stoffel Vandoorne | McLaren-Honda             | 0    | Power Unit                 | —       |       |

## Classifiche mondiali

### Piloti
| Pos | Pilota           | Punti |
| --- | ---------------- | ----- |
| 1   | Sebastian Vettel | 68    |
| 2   | Lewis Hamilton   | 61    |
| 3   | Valtteri Bottas  | 38    |
| 4   | Kimi Räikkönen   | 34    |
| 5   | Max Verstappen   | 25    |
| 6   | Daniel Ricciardo | 22    |
| 7   | Felipe Massa     | 16    |
| 8   | Sergio Pérez     | 14    |
| 9   | Carlos Sainz Jr. | 10    |
| 10  | Romain Grosjean  | 4     |
| 11  | Kevin Magnussen  | 4     |
| 12  | Esteban Ocon     | 3     |
| 13  | Nico Hülkenberg  | 2     |
| 14  | Daniil Kvjat     | 2     |

### Costruttori
| Pos | Costruttore          | Punti |
| --- | -------------------- | ----- |
| 1   | Ferrari              | 102   |
| 2   | Mercedes             | 99    |
| 3   | Red Bull-TAG Heuer   | 47    |
| 4   | Force India-Mercedes | 17    |
| 5   | Williams-Mercedes    | 16    |
| 6   | Toro Rosso           | 12    |
| 7   | Haas-Ferrari         | 8     |
| 8   | Renault              | 2     |

## Decisioni della FIA
Il pilota della Toro Rosso, Carlos Sainz Jr., è penalizzato di tre posizioni sulla griglia di partenza del prossimo Gran Premio di Russia, per aver causato una collisione con Lance Stroll. Al pilota spagnolo vengono anche decurtati due punti dalla Superlicenza.
Lewis Hamilton, oltre alla penalità di cinque secondi Stop & Go comminatagli in gara, subisce la decurtazione di due punti sulla Superlicenza per aver rallentato Daniel Ricciardo prima dell’ingresso in pit-lane.